# Алиении
Алиениите (gens Aliena; Alliena) са плебейска фамилия на Римската република.
Известни с това име:
- Луций Алиен, плебейски едил 454 пр.н.е.
- Авъл Алиен, претор 49 пр.н.е. на Сицилия; проконсул на Гай Юлий Цезар в Африка.[1][2] Изпратен 43 пр.н.е. от Публий Корнелий Долабела с легиони в Египет за битките му против Гай Касий Лонгин. [3][4]

- Авъл Цецина Алиен, суфектконсул 69 г.